# Lanceoppia elegantula
Lanceoppia elegantula är en kvalsterart som beskrevs av František Starý och Block 1995. Lanceoppia elegantula ingår i släktet Lanceoppia och familjen Oppiidae. Inga underarter finns listade i Catalogue of Life.